# أسرة تسرينغن

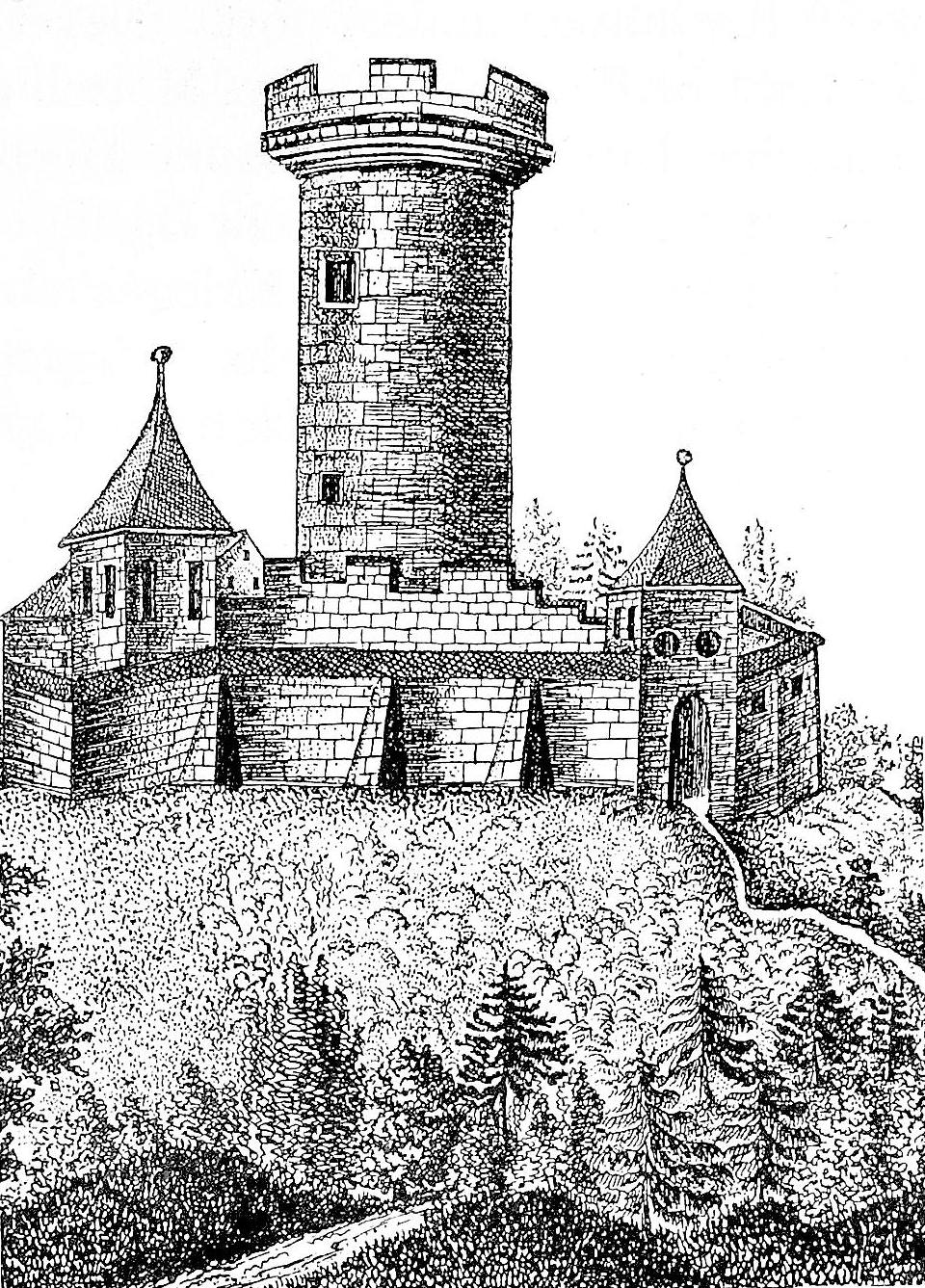
قلعة تسرينغن، حوالي.1500.

أسرة تسرينغن (بالألمانية: Zähringer)؛ كانت سلالة تنتمي إلى طبقة نبلاء شوابيا، اسم العائلة مشتق من قلعة تسرينغن القريبة من فرايبورغ إم بريسغاو، استخدم أحد أفراد الأسرة في القرن الثاني عشر لقب دوق تسرينغن، كتعويض عن التنازل عن لقب دوق شوابيا إلى آل هوهنشتاوفن في عام 1098، مُنح لأسرة اللقب الخاص حاجب برغونية في عام 1127، واستمروا في استخدام كلا اللقبين حتى انقراض الفرع الدوقي عام 1218.
كانت الأراضي والإقطاعيات التي كانت تحت سيطرة لأسرة آنذاك تُعرف باسم "دوقية تسرينغن"؛ ولكن لم يكن يُنظر إليها على أنها دوقية في مكانة متساوية مع الدوقيات الرئيسية القديمة، حاول أفراد الأسرة توسيع أراضيهم في شوابيا وبرغونية لتصبح دوقية معترف بها بالكامل، لكن توسعهم توقف في ثلاثينيات القرن الحادي عشر بسبب نزاعهم مع آل فلف المنافسة، السعية لتحقيق طموحاتهم الإقليمية، أسسوا العديد من المدن والأديرة على جانبي الغابة السوداء، وكذلك في الهضبة السويسرية الغربية، بعد انقراض الفرع الدوقي عام 1218، عادت العديد من أراضي العائلة إلى التاج (وصلت إلى الفورية الإمبراطورية)، في حين تم تقسيم الأجزاء الأخرى بين منازل كيبورغ وأوراخ وفورستنبرغ.

## أسرة بادن

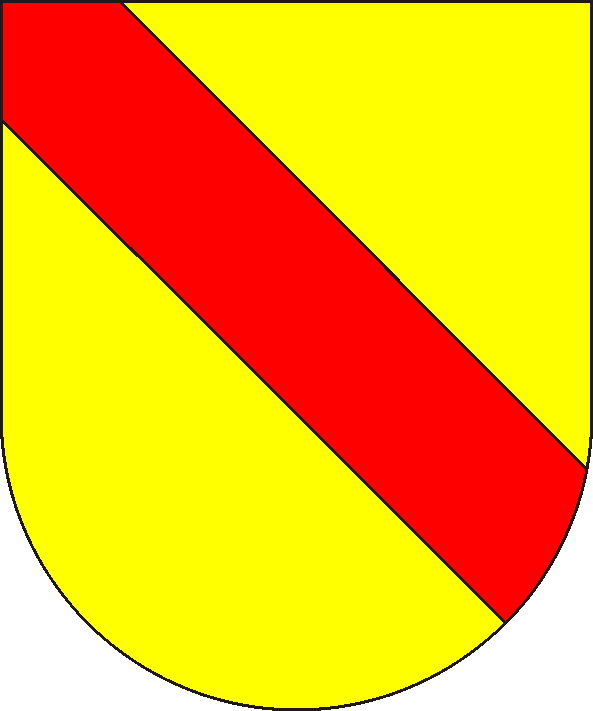
شعار مرغريفية بادن.

تم استخدام لقب مرغريف فيرونا من قبل هيرمان الأول من بادن الابن البكر لبرتولد الأول من تسرينغن، في حين ابنه هيرمان الثاني أصبح أول من استخدم لقب مرغريف بادن منذ عام 1112.
يُعرف الآن بشكل أكثر شيوعًا باسم آل بادن، وقد حكم أحفاد هيرمان على التوالي بصفتهم مرغريف رغم التقسيمات وإعادة الوحدة حتى الوساطة الألمانية لعام 1803، بحيث رفعت إلى رتبة انتخابية واستمرت حتى عام 1806 بعد انحلال الإمبراطورية نهائياً، ثم أصبحوا دوقات بادن الكبار حتى نهاية الملكية الألمانية في عام 1918، رئيس الأسرة الحالي برنهارد مرغريف بادن منذ 2022.